# Малекула
Малекула (англ. Malecula) або Малакула (англ. Malakula) — другий за площею острів в архіпелазі Нові Гебриди (Республіка Вануату). Чисельність населення острова близько 20 тисяч осіб, причому велика частина населення проживає на березі.

## Географія

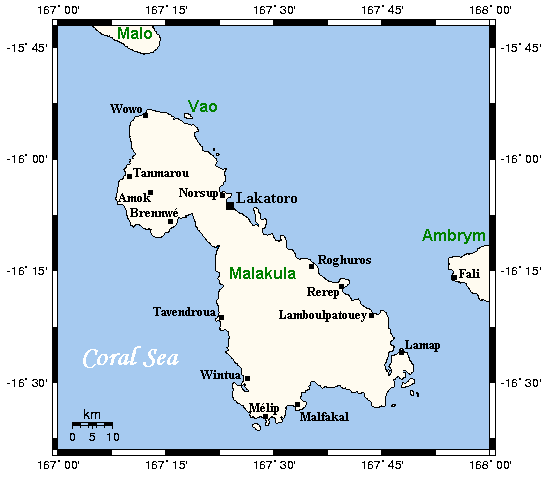
Мапа острова.

Острів Малекула розташований в центральній частині архіпелагу Нові Гебриди в Тихому океані, між островами Мало і Еспіриту-Санто, які лежать на північний захід і від яких відділений протокою Бугенвіль, названу на честь французького дослідника Луї Антуана де Бугенвіль, островом Амбрим, що лежить на схід, і островом Епі, що лежить на південний схід. У безпосередній близькості від острова, біля східного узбережжя Малакула, знаходяться невеликі коралові острови Вао, Атчин, Вало, Рано, Норсуп, Уріпів і Урі. Біля південно-східного узбережжя знаходяться Маскелайнські острови, біля південного — острови Лембру, Віто, Хамбо, поблизу південно-західного — острів Томмі. Найближчий материк, Австралія, розташований за 1200 км.
Острів має вулканічне походження. Площа Малекула становить 2041,3 км. Довжина острова становить близько 88 км, ширина — 48 км (від міст Меліп до Ререп). Найвища точка острова — гора Ліамбеле (879 м).
Малекула бідний природними мінеральними ресурсами, хоча є підводні вулканічні відкладення верхнього олігоцену — середнього міоцену, родовища золота. Ґрунти в основному вулканічного походження, хоча на острові відсутні діючі вулкани. Часто трапляються землетруси. Південно-західна частина острова гориста і вкрита лісами.
На Малакула відсутні великі річки. Є зручні бухти: бухта Бушмен (англ. Bushman's Bay) в східній частині, Порт-Сендвіч (англ. Port Sandwich Bay) в південно-східній, Порт-Стенлі (англ. Port Stanly Bay) в північно-східній, Саут-Вест-Бей (англ. South West Bay) в південно-західній частині острова.
Клімат на Малекула вологий тропічний. У році виділяються два сезони — період дощів і посухи. Найбільша кількість опадів випадає між листопадом і березнем. Посушливий період триває з квітня по жовтень. Середньорічна кількість опадів близько 2500 мм. Тропічні циклони трапляються найчастіше в січні-лютому.

## Історія
Згідно з місцевою легендою на острові жив бог Амбато і його діти, шкіра яких була біла, а волосся довге і пряме. Але через те, що діти з'їли рожеве яблуко, що було заборонено їм робити, їх шкіра стала чорною.
У 1768 році повз острів проплив французький мандрівник Луї Антуан де Бугенвіль, на честь якого названо протоку яка відокремлює острів Малекула від Еспіриту-Санто. У 1774 році на острові висадився англійський мандрівник Джеймс Кук, якого місцевого місцеві прийняли за бога Амбато. Згодом на Малекула процвітала работоргівля: місцевих мешканців вивозили на плантації Австралії і Фіджі. На початку XIX століття на острові були виявлені ліси сандалового дерева, торгівля деревиною якого процвітала на Малекула аж до 1860-х років.
У березні 1906 року Малекула, як і інші острови Нових Гебридів, стали спільним володінням Франції та Британії, тобто архіпелаг отримав статус англо-французького кондомініуму.
У 1939 році в північній частині острова був створений перший кооператив з виробництва копри.
30 червня 1980 року Нові Гебриди здобули незалежність від Великої Британії та Франції, і острів Малекула став територією Республіки Вануату.

## Населення
Чисельність населення острова Малекула становить 22 902 осіб. Найбільше поселення і адміністративний центр провінції Малампа — Лакаторо, розташоване на східному узбережжі острова. Інші великі поселення — Норсуп і Ламап. Є повітряне та морське сполучення з іншими островами Вануату.

### Племена
Протягом XX століття острів Малекула був об'єктом дослідження з боку антропологів і лінгвістів з усього світу: на острові більше 30 місцевих мов і безліч племен. Збереглася і унікальна місцева культура. Найбільш відомими аборигенами острова є племена великий намбас і малий намбас. Плем'я великий намбас найменше постраждало від європейських колонізаторів завдяки своїй войовничості і практиці канібалізму. Плем'я малий намбас проживає в центральній частині на півдні Малекула і відоме завдяки унікальним головних уборів і ритуальним маскам. В їх оселях чоловіки і жінки проживають окремо. У центрі села знаходиться танцювальний майданчик і платформа для жертвоприношень.

### Мови
Основними мовами спілкування на острові є біслама, французька та англійська, хоча також використовуються місцеві мови:
- аулуа  (300 носіїв у 1983 році; поширена в східній частині острова),
- аксамб  (525 носіїв у 1983 році; поширена в південній частині),
- бурмбар  (525 носіїв у 1983 році; поширена в південно-східній частині острова),
- вао  (1350 носіїв у 1983 році; поширена в північній частині острова),
- вінмавіс  (210 носіїв у 1983 році; поширена в центральній частині),
- діксон-риф  (50 носіїв у 1982 році; поширена в південно-західній частині),
- катбол  (450 носіїв у 1983 році; поширена в центральній частині),
- лабо  (350 носіїв у 1983 році; поширена в південно-західній частині острова),
- лареват  (150 носіїв у 1983 році; поширена й в центральній частині),
- летембої  (305 носіїв у 1983 році; поширена в південній частині),
- лінгарак  (210 носіїв у 1983 році),
- літзлітз  (330 носіїв у 1983 році),
- малфаксал  (600 носіїв у 1983 році; поширена в південній частині),
- малу-бей  (300 носіїв у 1983 році; поширена в північно-західній частині острова),
- марагус  (10 носіїв у 1971 році; поширена в центральній частині),
- маскелайн  (1200 носіїв у 1990 році; поширена в південній частині Малекула, на Маскелайнських островах),
- мпотоворо  (180 носіїв у 1983 році; поширена в північній частині острова),
- мае  (750 носіїв у 1983 році; поширена в північній частині),
- намбас  (1800 носіїв у 1983 році; поширена північно-західній частині),
- насаріан  (20 носіїв у 1983 році; поширена в південно-західній частині острова),
- порт-сендвіч  (750 носіїв у 1971 році; поширена в південно-східній частині),
- репанбітип  (90 носіїв у 1983 році; поширена в східній частині),
- ререп  (375 носіїв у 1983 році; поширена в східній частині острова),
- саут-вест-бей  (250 носіїв у 1981 році; поширена в південно-західній частині),
- унуа  (525 носіїв у 1983 році; поширена в східній частині),
- урипів-вала-рано-атчин (6000 носіїв у 1988 році; поширена в північно-східній частині острова)[8].

## Економіка
Основа економіки Малакула — сільське господарство: на східному узбережжі острова розташовані плантації кокосової пальми (з ендосперма кокосів виробляють копру) і какао. Розвинений туризм.